# Hyencourt-le-Grand

Hyencourt-le-Grand este o comună în departamentul Somme, Franța. În 1 ianuarie 2018 avea o populație de 78 de locuitori.